# Денніс Екерт
Денніс Екерт (нім. Dennis Eckert; нар. 9 січня 1997, Бонн) — німецький футболіст, нападник клубу «Інгольштадт 04».

## Клубна кар'єра
Народився 9 січня 1997 року в місті Бонн. Вихованець юнацьких команд футбольних клубів «Кельн», «Алеманія» (Аахен) та «Боруссія» (Менхенгладбах).
У дорослому футболі дебютував 2015 року виступами за другу команду останнього клубу, в якій провів два сезони.
2017 року перейшов до іспанського «Сельта Віго», в якому спочатку також грав за другу команду. Провівши протягом 2018–2019 років дев'ять матчів у Ла-Лізі за основну команду іспанського клубу, був відданий в оренду до нідерландського «Ексельсіора» (Роттердам).
2019 року повернувся на батьківщину, де приєднався до команди «Інгольштадт 04».

## Виступи за збірну
2015 року провів одну гру у складі юнацької збірної Німеччини (U-19).

## Досягнення
«Юніон»
- Володар Суперкубка Бельгії: 2024[1]